# 岡崎琢磨
岡崎 琢磨（おかざき たくま、1986年7月7日 -）は、日本の推理作家。福岡県太宰府市出身。

## 略歴・人物
福岡県立筑紫丘高等学校を卒業後、京都大学法学部に進学し、京都市左京区高野に4年間住む。作家を志すまではミュージシャン志望であったため高校時代にロックバンドを組み、ギターとボーカルを担当し作詞作曲もすべて手掛ていたが「小説の方が性格に合っている」と確信してからは迷わず書き続け、就職活動は一切しなかった。卒業後は福岡県に戻って実家の寺院に勤務しながら執筆を続け、2011年、『珈琲店タレーランの事件簿 また会えたなら、あなたの淹れた珈琲を』が第10回『このミステリーがすごい!』大賞の最終選考に残る。受賞には至らなかったが、原稿を手直しした上で、いわゆる“隠し玉”として出版されたところ、わずか数か月で40万部を超えるベストセラーとなった。2013年、『珈琲店タレーランの事件簿 また会えたなら、あなたの淹れた珈琲を』で第1回京都本大賞を受賞した。

## 作品リスト

### 単著

#### 珈琲店タレーランの事件簿
- 珈琲店タレーランの事件簿 また会えたなら、あなたの淹れた珈琲を（2012年8月 宝島社文庫）
- 珈琲店タレーランの事件簿2 彼女はカフェオレの夢を見る（2013年4月 宝島社文庫）
- 珈琲店タレーランの事件簿3 心を乱すブレンドは（2014年3月 宝島社文庫）
- 珈琲店タレーランの事件簿4 ブレイクは五種類のフレーバーで（2015年2月 宝島社文庫）
- 珈琲店タレーランの事件簿5 この鴛鴦茶がおいしくなりますように（2016年11月 宝島社文庫）
- 珈琲店タレーランの事件簿6 コーヒーカップいっぱいの愛（2019年11月 宝島社文庫）
- 珈琲店タレーランの事件簿7 悲しみの底に角砂糖を沈めて（2022年3月 宝島社文庫）
- 珈琲店タレーランの事件簿8 願いを叶えるマキアート（2022年8月 宝島社文庫）

#### 道然寺さんの双子探偵
- 道然寺さんの双子探偵（2016年6月 朝日文庫）
- 道然寺さんの双子探偵 揺れる少年（2019年5月 朝日文庫）

#### その他の作品
- 季節はうつる、メリーゴーランドのように（2015年7月 KADOKAWA / 2017年9月 角川文庫）
- 新米ベルガールの事件録 チェックインは謎のにおい（2016年11月 幻冬舎文庫）
- 病弱探偵 謎は彼女の特効薬（2017年7月 講談社 / 2019年9月 講談社文庫）
- さよなら僕らのスツールハウス（2017年10月 KADOKAWA / 2019年12月 角川文庫）
- 春待ち雑貨店ぷらんたん（2018年1月 新潮社 / 2021年3月 新潮文庫）
- 夏を取り戻す（2018年9月 東京創元社 ミステリ・フロンティア / 2021年6月 創元推理文庫）
- 九十九書店の地下には秘密のバーがある（2018年11月 ハルキ文庫）
- 下北沢インディーズ（2019年7月 実業之日本社）
  - 【改題】下北沢インディーズ ライブハウスの名探偵（2022年10月 実業之日本社文庫）
- 貴方のために綴る18の物語（2021年5月 祥伝社 / 2024年6月 祥伝社文庫）
- Butterfly World 最後の六日間（2021年7月 双葉社）
  - 【改題】紅招館が血に染まるとき The last six days（2024年9月 双葉文庫）
- 鏡の国（2023年9月 PHP研究所）

### アンソロジー
「」内が岡崎琢磨の作品
- 5分で読める！ ひと駅ストーリー 降車編（2012年12月 宝島社文庫）「旅の終着」
- もっとすごい！ 10分間ミステリー（2013年5月 宝島社文庫）「葉桜のタイムカプセル」
- 5分で読める！ ひと駅ストーリー 夏の記憶 西口編（2013年7月 宝島社文庫）「名前も知らない」
- 5分で泣ける！ 胸がいっぱいになる物語（2015年3月 宝島社文庫）「葉桜のタイムカプセル」
- 5分で読める！ ひと駅ストーリー 食の話（2015年10月 宝島社文庫）「このアップルパイはおいしくないね」
- 5分で驚く！ どんでん返しの物語（2016年6月 宝島社文庫）「葉桜のタイムカプセル」
- 十年交差点（2016年9月 新潮文庫nex）「ひとつ、ふたつ」
- 10分間ミステリー THE BEST（2016年9月 宝島社文庫）「葉桜のタイムカプセル」
- I Love Father 書き下ろしミステリーアンソロジー（2017年6月 宝島社）「進水の日」
  - 【改題】泣ける！ ミステリー 父と子の物語（2019年6月 宝島社文庫）
- 新鮮 THE どんでん返し（2017年12月 双葉文庫）「夜半のちぎり」
- ベスト本格ミステリ2018（2018年6月 講談社）「夜半のちぎり」
  - 【再編集・改題】ベスト本格ミステリ TOP5 短編傑作選004（2019年6月 講談社文庫）
- 傑作ミステリーアンソロジー 京都迷宮小路（2018年11月 朝日文庫）「午後三時までの退屈な日常」
- 3分で読める！ コーヒーブレイクに読む喫茶店の物語（2020年6月 宝島社文庫）「フレンチプレスといくつかの噓」
- 5分でドキッとする！ 意外な恋の物語（2020年8月 宝島社文庫）「名前も知らない」
- 1話3分で驚きの結末！ 大どんでん返しの物語（2021年3月 宝島社）「フレンチプレスといくつかの噓」
- 3分で読める！ 眠れない夜に読む心ほぐれる物語（2021年7月 宝島社文庫）「運命」
- 5分で読める！ 背筋も凍る怖いはなし（2021年8月 宝島社文庫）「三霊山拉致監禁強姦殺人事件」
- 私がモテないのはどう考えてもお前らが悪い！ ミステリー小説アンソロジー（2021年8月 星海社FICITONS）「踵の下の空白」
- 3分で読める！ 誰にも言えない○○の物語（2022年5月 宝島社文庫）「誰にも言えない感染症の物語」
- 5分で読める！ ぞぞぞっとする怖いはなし（2022年6月 宝島社文庫）「めのちしゅごり」
- 3分で仰天！ 大どんでん返しの物語（2023年1月 宝島社文庫）「誰にも言えない感染症の物語」
- 3分で殺す！ 不連続な25の殺人（2023年9月 宝島社文庫）「三霊山拉致監禁強姦殺人事件」
- #殺人事件の起きないミステリー 自薦『このミステリーがすごい！』大賞シリーズ傑作選（2023年9月 宝島社文庫）「ビブリオバトルの波乱」
- わたしの名店 おいしい一皿に会いにいく（2023年12月 ポプラ文庫）※エッセイアンソロジー「東京で初めて訪れた≪友達の家≫」
- 5分で読める！ 誰かに話したくなる怖いはなし（2024年7月 宝島社文庫）「マッチングアプリの女」
- 3分で読める！ 人を殺してしまった話（2024年9月 宝島社文庫）「ある少女の置き手紙」
- 3分で読める！ 一日の終わりに読むお酒の物語（2024年11月 宝島社文庫）「七面鳥は見つめる」
- 猫で窒息したい人に贈る25のショートミステリー（2025年4月 宝島社文庫）「優しい人」
- 七つの大罪（2025年7月 宝島社）「手の中の果実」
- やさしいお店で謎解きを お店×ミステリ アンソロジー（2025年8月 双葉文庫）「パリェッタの恋」

### 解説
- 七尾与史『ドS刑事 三つ子の魂百まで殺人事件』（2014年8月 幻冬舎文庫）
- 東川篤哉『純喫茶「一服堂」の四季』（2017年4月 講談社文庫）
- 青柳碧人『家庭教師は知っている』（2019年3月 集英社文庫）
- 連城三紀彦『運命の八分休符』（2020年5月 創元推理文庫）

### その他
- ファンタジーへの誘い ストーリーテラーのことのは（2016年6月 徳間書店） - インタビューを収録。編：TricksterAge編集部
- ほんのよもやま話 作家対談集（2020年9月 文藝春秋） - 深緑野分との対談を収録。編：瀧井朝世

## メディア・ミックス

### 漫画
- 珈琲店タレーランの事件簿（2015年8月 - 9月、全2巻、宝島社） - 作画：峠比呂
- 珈琲店タレーランの事件簿 彼女はカフェオレの夢を見る（2016年8月 - 10月、全2巻、宝島社） - 作画：峠比呂
- コミック あっ！と驚く7つのストーリー（2017年4月、アンソロジー、宝島社、原作：名前も知らない『5分で読める！ ひと駅ストーリー 夏の記憶 西口編』所収） - 作画：町田とし子